# Софіан Ель Фані
Софіан Ель Фані (фр. Sofian El Fani; нар. 28 січня 1958) — туніський кінооператор. Лауреат премії «Сезар» за найкращу операторську роботу 2015 року за фільм «Тімбукту».

## Біографія
З 2000 зняв декілька короткометражних і документальних стрічок режисерів з Північної Африки. З 2008 року постійно співпрацює з режисером Абделатіфом Кешишем.
У 2015 році отримав премію «Сезар» за найкращу операторську роботу у фільмі Абдеррахмана Сіссако «Тімбукту».

## Фільмографія
| Рік  | Назва              | Оригінальна назва    | Режисер/Примітки                                                            |
| ---- | ------------------ | -------------------- | --------------------------------------------------------------------------- |
| 2005 | Париж-метис        | Paris la métisse     | колективний проект                                                          |
| 2008 |                    | Sueur                | Абделатіф Кешиш, короткометражний                                           |
| 2009 | Слід нашої туги    | Le Fil               | Мехді Бен-Аттіа                                                             |
| 2010 | Кінець грудня      | Fin décembre         | Моез Камун                                                                  |
| 2013 | Життя Адель        | La vie d'Adèle       | Абделатіф Кешиш • Номінація на премію Сезар за найкращу операторську роботу |
| 2013 |                    | Face à la mer        | Олів'є Лусто, короткометражний                                              |
| 2014 | Тімбукту           | Timbuktu             | Абдеррахман Сіссако • Премія «Сезар» за найкращу операторську роботу        |
| 2015 | П'ять ночей у Мені | Five Nights in Maine | Маріс Каррен                                                                |
| 2018 | Опіканець          | Pupille              | Жанна Еррі                                                                  |